# Lindemans fruitbier
Lindemans is een gamma van Belgische fruitbieren op basis van Lambiek. Het bier wordt gebrouwen in Brouwerij Lindemans te Vlezenbeek.

## Varianten
- Apple, stroblond fruitbier met een alcoholpercentage van 3,5%, sinds 2005 gebrouwen.
- Framboise, rood fruitbier met een alcoholpercentage van 2,5%, sinds 1980 gebrouwen.
- Kriek, rood fruitbier met een alcoholpercentage van 3,5%.
- Cassis, donkerrood fruitbier met een alcoholpercentage van 3,5%, sinds 1986 gebrouwen.
- Pecheresse, goudblond fruitbier met een alcoholpercentage van 2,5%, sinds 1987 gebrouwen.

## Prijzen en onderscheidingen
- 1985: Michael Jackson riep Lindemans Kriek uit tot een van de vijf beste bieren ter wereld.
- 1994 - 1995: W.B.C. Festival:
  - Lindemans Kriek Lambic: Platina medaille.
  - Lindemans Pecheresse: Gouden medaille.
- 1995: Cal. B. Festival: Lindemans Framboise: Gouden medaille.
- 2001 W.B.C. Festival: Kriek Lindemans bier-wereldkampioen.
- 2009 Hong Kong International Beer Awards: Lindemans Framboise: fruit beer winner.
- 2010 Asia Beer Awards: Lindemans Pecheresse ontvangt een zilveren medaille.
- 2010 Hong Kong International Beer Awards: Lindemans Framboise: fruit beer winner.